# Leukofosfit
Leukofosfit – minerał klasy fosforanów.

## Właściwości
Krystalizuje w układzie jednoskośnym. Wykształca kryształy o pokroju tabliczki z zarysem rombu. Występuje w skupieniach kulistych, równolegle grzebieniowatych i narosłych. Jest minerałem kruchym, przezroczystym do przeświecającego. Posiada szklisty połysk i białą rysę.

## Występowanie
Powstaje jako osady guana, które weszły w reakcję z minerałami żelaza tworzące żyły w serpentynitach. Występuje także w pegmatytach bogatych w fosfor, powstający w wyniku przeobrażenia pierwotnych fosforanów – najczęściej w miarolach innych fosforanów, zwłaszcza rockbridgeitu. Towarzyszą mu strengit, chalcedon, opal, waryscyt, rockbridgeit, cyrilovit, laueit, apatyt, hureaulit oraz kakosen.

## Miejsce występowania
Występuje na Antarktydzie, Madagaskarze, w Australii, Brazylii (Minas Gerais), we Francji, Niemczech, Namibii, Portugalii, RPA i USA (Dakota Południowa, Nevada, New Hampshire).